# 米科诺斯专区
米科诺斯专区（希臘語：Περιφερειακή ενότητα Μυκόνου），是希腊南愛琴大區的一个专区。专区范围包括米科诺斯岛、提洛岛、里尼亞島及附近一些小岛，首府为米科诺斯镇。专区面积为109平方公里，2021年人口数量为10,704人。

## 行政
在2011年卡利克拉提斯改革方案中，希腊所有州份被取消。基克拉泽斯州分为包括米科诺斯专区在内的9个专区。米科诺斯专区只包括一个市镇（括号内为地图中的数字）：
- 米科诺斯（1）